# Con odio y con amor
Con odio y con amor fue una telenovela argentina producida y dirigida por Diana Álvarez para Canal 9 Libertad (hoy elnueve) en 1973. Estuvo protagonizada por María Aurelia Bisutti, Luis Dávila, Alicia Bruzzo y Antonio Grimau, como también con Jorge Martínez y Dora Ferreiro en los roles secundarios.

## Sinopsis
Sandra y Cecilia son dos hermanas italianas que llegan a Buenos Aires. Aquí conocen a Martín y Sebastián, dos hermanos, también, de quienes se enamoran.

## Elenco
- María Aurelia Bisutti - Cecilia Bertucci
- Luis Dávila - Martín Aráoz
- Alicia Bruzzo - Sandra Bertucci
- Antonio Grimau - Sebastián Aráoz
- Jorge Martínez - Gonzalo Aráoz
- Dora Ferreiro - Dorotea
- Jorge Abdala - Carlos
- Adriana Alcock - Severina
- Mariano Aráoz - Mariano
- Tencha Bauzá - Rosario
- Juan José Camero - Pablo
- Susy Kent - Amanda
- Blanca Lagrotta - Brígida
- Rubén Lecón - Néstor
- Margarita Luro - Aurora
- Néstor Mancini - Gino
- Liria Marín - Patricia
- Elsa Piuselli - Elisa
- Natacha Nohani - Carola
- Nya Quesada - Belinda
- Lita Soriano - Adriana
- Antuco Telesca - Paco
- Pelusa Vera - Ana

## Equipo técnico
- Historia: Marcia Cerretani
- Sonido: Ricardo Veggiani
- Escenografía: Mario Ferro
- Asistente de dirección: Angel Causarano - Hernán Figueroa
- Tema: Fra Noi
- Intérprete: Iva Zanicchi
- Producción y Dirección: Diana Álvarez